# مقاطعة كريك (أوكلاهوما)
مقاطعة كريك (بالإنجليزية: Creek County)‏ هي إحدى مقاطعات ولاية أوكلاهوما في الولايات المتحدة الأمريكية.

## أعلام
- جي. ويليام ميلر